# Trémentines
Trémentines là một xã thuộc tỉnh Maine-et-Loire trong vùng Pays de la Loire phía tây nước Pháp. Xã này nằm ở khu vực có độ cao trung bình 127mét trên mực nước biển.
Sông Èvre chảy qua thị trấn.